# 徐丙晉
徐丙晉（17世紀—17世紀），字用錫，號載九，南直隸松江府華亭縣人，明朝、南明政治人物。

## 生平
崇禎十二年（1640年），徐丙晉中式己卯科應天鄉試舉人，崇禎十六年（1643年）成進士，授福建福寧州知州，為官廉潔無私，妻子不免凍餒，人民為他立下功德坊，隆武帝讚嘆他是清官第一。之後他轉任兵科給事中，陞吏部文選郎中，福京失陷後隱居佘山，嘔血而死。

## 家族
曾祖徐誥，鄉飲大賓。祖父徐思教，岁贡，晋江二尹。父徐采玄，岁贡。
從子徐銘常是徐禎稷之子，崇禎六年（1633年）中舉人，明亡時已七十多歲，父親對他說：「我於大義不可辭，然亦不必使人知也。」杜門不食而死。他銘記父親遺言，終身不出仕清朝。